# Sphaerodactylus asterulus
Sphaerodactylus asterulus este o specie de șopârle din genul Sphaerodactylus, familia Gekkonidae, descrisă de Ernest Justus Schwartz și Graham 1980. Conform Catalogue of Life specia Sphaerodactylus asterulus nu are subspecii cunoscute.